# All the Clips
『All the Clips』（オール・ザ・クリップス）は、日本の音楽ユニットTM NETWORKが2004年12月22日にリリースしたミュージック・ビデオ映像作品集である。
2020年8月26日にはBlu-ray Discで『All the Clips 1984～1999 Refinement』、HDリマスター版が
『DECADE 2020 HD REMASTER』とともにリリースされた。
このバージョンには『Self Control and the Scenes from “the Shooting”』が特典映像として収録されている。

## メンバー
- 小室哲哉：キーボード
- 宇都宮隆：ボーカル
- 木根尚登：ギター

## 解説
結成20周年を締めくくるファン投票ベスト・アルバム『Welcome to the FANKS!』と同時にリリースされた。デビュー当時（EPIC）時代から再始動直後（TRUE KiSS DiSC）時代までのミュージック・ビデオ集となっている。特筆点として『TRUE KiSS DiSC』時代のミュージック・ビデオが初登場となっているのが、本作における目玉ともいえる。

## 収録映像曲
全編曲：小室哲哉
1. 金曜日のライオン
  - 作詞・作曲：小室哲哉
  - 『DECADE』からの収録だが『DECADE』収録版と違いイントロの部分がインタビューの音声との重なりが無くきちんとした状態で収録されているため、実質初収録といっても良い。
2. 1974
  - 作詞：西門加里　作曲：小室哲哉
  - 『VISION FESTIVAL』より収録。
3. アクシデント
  - 作詞：松井五郎　作曲：小室哲哉
  - 『VISION FESTIVAL』より収録。
4. DRAGON THE FESTIVAL
  - 作詞・作曲：小室哲哉
  - 『VISION FESTIVAL』より収録。
5. Your Song
  - 作詞：小室哲哉　作曲：小室哲哉・木根尚登
  - 『Gift for Fanks Video』より収録。
6. Come on Let's Dance
  - 作詞：神沢礼江　作曲：小室哲哉
  - 『Gift for Fanks Video』より収録。
7. All-Right All-Night
  - 作詞：小室みつ子　作曲：小室哲哉
  - 『DECADE』より収録。
8. Self Control
  - 作詞：小室みつ子　作曲：小室哲哉
  - 『Gift for Fanks Video』より収録。
9. Get Wild
  - 作詞：小室みつ子　作曲：小室哲哉
  - 『Gift for Fanks Video』より収録。
10. KISS YOU
  - 作詞：小室みつ子　作曲：小室哲哉
  - 『Gift for Fanks Video』より収録。
11. COME ON EVERYBODY
  - 作詞・作曲：小室哲哉
  - 『DECADE』からの収録だが『DECADE』収録版では音源がアルバム『CAROL』バージョンであったのに対し、本作では音源がシングルバージョンとなっている。
12. JUST ONE VICTORY
  - 作詞・作曲：小室哲哉
  - 『DECADE』より収録。
13. DIVE INTO YOUR BODY
  - 作詞：小室みつ子　作曲：小室哲哉
  - 『DECADE』より収録。
14. TIME TO COUNT DOWN
  - 作詞：小室みつ子　作曲：小室哲哉
  - 『DECADE』からの収録だが『DECADE』収録版と違い、イントロから終わりまで、きちんとした状態で収録されているため、実質初収録といっても良い。
15. RHYTHM RED BEAT BLACK
  - 作詞：坂元裕二　作曲：小室哲哉
  - 『RHYTHM RED BEAT BLACK』より収録。
16. Love Train
  - 作詞・作曲：小室哲哉
  - 『DECADE』からの収録だが『DECADE』収録版と違い、途中で途切れること無く最初から終わりまできちんとした状態で収録されているため、実質初収録といっても良い。
17. Nights of The Knife
  - 作詞：小室みつ子　作曲：小室哲哉
  - 本作初収録。CD版より短い（1サビ後の間奏から一気にBメロへ移る）。
18. GET WILD DECADE RUN
  - 作詞：小室みつ子・小室哲哉　作曲：小室哲哉
  - 本作初収録。CD版より短い上、テイクバージョンが明らかに異なる。
19. 10 YEARS AFTER
  - 作詞・作曲：小室哲哉
  - 本作初収録。CD版より短い（1サビのあとすぐにリフレインに入る）。
20. Happiness×3 Loneliness×3
  - 作詞：小室みつ子・SHUNZO ABE(SUPERVISOR)　作曲：小室哲哉

本作初収録。CD版と違い、フリオ・イグレシアスJr、シーラ・E(en)、ウォン・リー・フォンによるカバー曲と原曲をコラージュしたバージョン。

## リリース履歴
| No. | 日付           | レーベル                       | 規格 | 規格品番  | 最高順位 | 備考 |
| --- | -------------- | ------------------------------ | ---- | --------- | -------- | --- |
| 1   | 2004年12月22日 | エピックレコードジャパン       | DVD  | ESBL-2173 |          | |
| 2   | 2020年8月26日  | ソニー・ミュージックダイレクト | BD   | MHXL-81   |          | 名称を『All the Clips 1984～1999 Refinement』としてHDリマスター。 特典映像に『Self Control and the Scenes from “the Shooting”』を収録。 |